# 5-я Краинская Козарская ударная бригада
5-я Краинская Козарская ударная бригада (сербохорв. 5. (пета) крајишка козарска (козарачка) ударна бригада / 5. (peta) krajiška kozarska (kozaračka) udarna brigada) — военное соединение НОАЮ, участвовавшее в Народно-освободительной войне Югославии. За свои боевые заслуги награждено Орденами Национального освобождения и Партизанской Звезды.

## История
Бригада сформирована 22 сентября 1942 на горе Палеж, Козара. В состав бригады вошли бойцы 2-го Краинского партизанского отряда имени доктора Младена Стояновича. При формировани насчитывала 1100 бойцов в составе четырёх батальонов. На вооружении имела 940 винтовок, и 45 пулемётов.

## Командный состав

### Командный состав бригады
- Командир бригады: Иосип «Шоша» Мажар
- Заместитель командира: Милош Шилегович
- Политкомиссар: Бошко Шилегович
- Начальство штаба: Ратко «Чоче» Вуйович, Альфред Ржеак, Стево Тртица

### Командный состав 1-го батальона
- Командиры батальона: Жарко Згонянин, Велько Стоякович
- Политкомиссары: Драган Марин
- 1-я рота: командир Драган Пилипович, политрук Гойко Белаяц
- 2-я рота: командир Лазо Баняц, политрук Стоян Баялица
- 3-я рота: командир Стеван Янетович, политрук Драган Кнежевич
- 4-я рота: командир Мирко Мачак, политрук Милан Калинич
- 5-я рота: командир Остоя Милякович, политрук Павао Марин

### Командный состав 2-го батальона
- Командиры батальона: Мирко Пекич, Драгутин «Црни» Чургуз
- Политкомиссары: Перо Чургуз, Душан Утешанович
- 1-я рота: командир Срето Дженадия, политрук Милан Будимир
- 2-я рота: командир Мирко Шиляк, политрук Душан Райилич
- 3-я рота: командир Джордже Вученович, политрук Васо Петрович

### Командный состав 3-го батальона
- Командиры батальона: Петар Мечава, Раде Чекич
- Политкомиссары: Йоцо Марьянович, Милан Эгич
- 1-я рота: командир Джуро Милинович, политрук Раде Ранилович
- 2-я рота: командир Томица Шпанович, политрук Бране Ковачевич
- 3-я рота: командир Бранко Вигневич, политрук Коста Семиз

### Командный состав 4-го батальона
- Командиры батальона: Раде Кондич, Михайло Гачич
- Политкомиссар: Душко Боянич
- 1-я рота: командир Милан Джуканович, политрук Вид Джуканович
- 2-я рота: командир Младо Станич, политрук Гойко Шилегович

## Народные герои Югославии из состава бригады
- Йово Биелич
- Ратко «Чоче» Вуйович
- Стоян «Яруга» Груичич
- Махмут «Машо» Ибрагимпашич
- Раде Кондич
- Иосип «Шоша» Мажар
- Петар Мечава
- Никола Радулович
- Бошко Шилегович
- Ранко Шипка
- Томица Шпанович
- Лазо Штекович
- Гойко Шурлан
- Душан Эгич